# Silves (stacja kolejowa)
Silves (port: Estação Ferroviária de Silves) – stacja kolejowa w Silves, w dystrykcie Faro, w Portugalii. Znajduje się na Linha do Algarve.
Stacja według Rede Ferroviária Nacional posiada kategorię D. Obsługiwana jest obecnie przez pociągi regionalne Comboios de Portugal.